# Edmond Van der Straeten
Edmondus (Edmond) van der Straeten (Oudenaarde, 3 december 1826 – aldaar, 25 november 1895) was een Belgisch musicoloog, muziekcriticus en componist.
Hij was zoon van koopman Carolus Van der Straten en Catharina Josepha Versmessen. Hijzelf was getrouwd met Monica Cecila Giot. Hij was ridder in de Leopoldsorde.
Het zag er niet naar uit dat hij in de muziekwereld zou belanden want hij begon na de humaniora aan een studie Rechten (SVM) of filosofie (Roquet) aan de Universiteit Gent. Tijdens dat deel van zijn leven verschoof zijn interesse naar muziek, archeologie en geschiedenis met name in zijn geboortestad. Dat resulteerde in publicaties waaronder Les carillon d’Oudenaerde (1855) en Recherches sur la musique avant le XIXe siècles (1856). In 1857 begon hij aan een studie harmonieleer bij Charles Bosselet en contrapunt en muziekgeschiedenis François-Joseph Fétis aan het Brussels Conservatorium. Van die laatste werd hij secretaris en deed onderzoek in de Koninklijke Bibliotheek van België en conservatoriumbibliotheek hetgeen uitmondde in bijdragen aan Biographie universelle des musiciens van Fétis. Hij werd in 1859 archivaris bij genoemde bibliotheek en ging als conservator werken bij het Rijksarchief opnieuw te Brussel. Hij zou er tot 1875 werken. Genoemde werkzaamheden vulde hij aan door als muziekcriticus op te treden voor diverse bladen op muziekgebied. Er volgden studiereizen naar Zuid-Europa. Rond 1884 vestigde hij zich weer in Oudenaarde.
Hij schreef zelf La musique aux Pays-Bas avant le XIXe siècle, een achtdelig werk, dat tussen 1867 en 1888 werd uitgegeven met een herdruk in 1965. De Algemene muziek encyclopedie geeft aan dat er nogal wat (niet onderbouwde) privémeningen in het werk voorkomen, maar dat het wel kan dienen als basis voor verder onderzoek. Ook zijn leermeester Fétis wees daarop, maar ging dan weer zelf in de fout bij de biografie over Van der Straeten, zoals later onderzoek uitwees. Ook Roquet wijst op de matige systematiek, lees- en interpretatiefouten van historische stukken en namen van componisten etc. Hij schreef voorts (mee aan) Les maîtres de chant et organistes de Saint-Donatien et de Saint sauveur de Bruge (1870), Le théâtre villageois en Frandre (1874 en 1881) en Les menestrels aux Pays-Bas du XIIIe aus XVIIIe siècle. Voorts schreef hij artikelen over de muziekgeschiedenis van zijn geboortestad.
Van der Straeten was een volgeling van componist Richard Wagner. Hij wees al vroeg op de kwaliteiten van diens muziek. Hij raakte enigszins bevriend met de componist en zijn vriendenkring. Hij schreef daarop Lohengrin, Instrumentation et philosphie, hij droeg het op aan Cosima Wagner. Anderzijds was hij bevriend met Peter Benoit.
Van Van der Straten als componist zijn slechts enkele werken bekend; het bekendste daaronder is een Te Deum voor solisten, koor en orkest (1856).
- Biblioteca Nacional de España: XX1220791
- Bibliothèque nationale de France: cb13009059d (data)
- Biografisch Portaal: 23515937
- Digitale Bibliotheek voor de Nederlandse Letteren: stra026
- Gemeinsame Normdatei: 1055142428
- International Standard Name Identifier: 0000 0001 1556 9927
- Library of Congress Control Number: no96010883
- MusicBrainz: 4fa9434e-1448-438f-9046-589378c0d053
- Nationale Bibliotheek van Israël: 987007284914405171
- Nationale Bibliotheek van Polen: a0000002774350
- Nederlandse Thesaurus van Auteursnamen: 080034713
- Istituto Centrale per il Catalogo Unico: NAPV020977
- LIBRIS: 200698
- Système universitaire de documentation: 070440417
- Virtual International Authority File: 64370889
- WorldCat: E39PBJhXbgqXpGgPBKTrT8hfv3